# Asterivora albifasciata
Asterivora albifasciata là một loài bướm đêm thuộc họ Choreutidae. Loài này có ở New Zealand.
Sải cánh dài 11–12 mm. 